# Смінтур зелений
Смінтур зелений (Sminthurus viridis) — вид колембол з родини смінтурид (Sminthuridae). 

## Поширення
Вид історично поширений в Європі, Північній Африці та помірній Азії та схід до Китаю та Японії. Завдяки людській діяльності поширився в нові регіони - трапляється в Америці, Південній Африці, на півдні Австралії та у Тасманії, в Новій Зеландії. Трапляється на луках, полях і особливо часто в садах. Ділянок з піщаним ґрунтом, як правило, уникає. Воліє високу вологість в місцях проживання.

## Опис
Довжина тіла 1-2 мм, самці трохи менші за самиць. Тварини зеленуватого або жовтуватого кольору, з білим опушенням на округлому черевці. Вусики до кінчика червонуваті, ділянка рота помаранчева. Складні очі складаються з 8 плямистих очей, присутня добре розвинена вилка для стрибків (furcula). При цьому тварини відскакують при небезпеці. У самців є чіпляючі вусики.

## Спосіб життя
Смінтур зелений живе за рахунок трав'янистих рослин різних видів (пшениці, люцерни, цукрових буряків, американської лози, овочів тощо). Харчується в основному поверхневими клітинами листя, і коли зустрічається в особливо високій щільності, завдає достатньої шкоди, тому вважається шкідником сільського господарства. Іноді може змінювати свою харчову поведінку, перетворюючись на хижака; у цьому випадку особини S. viridis харчуються яйцями Pegomya hyosciami, двокрилих, які живуть на буряках, або вони нападають на інших колембол.